# Mouvement vert pour le développement de Principe
Le Mouvement vert pour le développement de Principe (Movimento Verde para o Desenvolvimento do Príncipe, MVDP) est un parti politique santoméen de l'île de Principe.
Le MVDP est fondé en août 2018 en scission de l'Union pour le progrès et le changement de Principe, parti au pouvoir régional depuis 2006.

## Historique
Nestor Umbelina, ancien président de l'Assemblée régionale et secrétaire régional à l'Infrastructure, est élu président du Mouvement vert pour le développement de Principe le 30 août 2018, lors d'une assemblée constitutive à Santo António.
Le parti présente une liste aux élections régionales d'octobre 2018, et par conséquent Umbelina se porte candidat au poste de président du gouvernement régional de Principe. Le MVDP obtient 1 175 voix (26,72 %) et deux de ses candidats sont élus députés régionaux, contre cinq pour l'UMPP qui obtient la majorité.

## Résultats électoraux
Élections régionales
| Année | Résultats | Résultats | Sièges | Rang |
| Année | Voix      | %         | Sièges | Rang |
| ----- | --------- | --------- | ------ | ---- |
| 2018  | 1 175     | 26,72     | 2 / 7  | 2e   |
| 2022a | 1 801     | 45,31     | 3 / 9  | 2e   |

a  Coalition avec le Mouvement pour la libération de Sao Tomé-et-Principe – Parti social-démocrate (MLSTP-PSD).